# Кинг, Дэйв
Дэйв Кинг (англ. Dave King; род. 22 декабря 1947, Норт-Батлфорд, Саскачеван) — канадский хоккейный тренер.

## Тренерская карьера
- Университет Саскачевана (1972/73 — 1975/76, 1979/80 — 1982/83, главный тренер)
- «Саскатун Блэйдс», ЗХЛ (1976/77, главный тренер)
- «Биллингс Бигхорнс», ЗПХЛ (1977/78 — 1978/79, главный тренер)
- Молодёжная сборная Канады (1981—1982, главный тренер; 1982—1983, тренер)
- Сборная Канады (1983—1992, с перерывами, главный тренер; 1999, тренер)
- «Калгари Флэймз», НХЛ (1992—1995, главный тренер)
- «Монреаль Канадиенс», НХЛ (1997—1999, тренер)
- Сборная Японии (1997—1998, главный тренер)
- «Коламбус Блю Джекетс», НХЛ (2000 — январь 2003, главный тренер)
- «Гамбург Фризерс», Немецкая хоккейная лига (2003—2005, главный тренер)
- «Металлург» (Магнитогорск) (с мая 2005 г. по сентябрь 2006 г., главный тренер)
- «Адлер Мангейм», Немецкая хоккейная лига (с декабря 2007 г. по 2009 г.)
- «Финикс Койотис», НХЛ (21 сентября 2009 года-2014, тренер-ассистент)
- «Локомотив» (Ярославль), КХЛ (3 февраля — апрель 2014 года и с 1 октября 2014 года до апреля 2015 года, главный тренер)

Четырежды был главным тренером сборных, участниц олимпийского хоккейного турнира (в 1984, 1988, 1992 руководил командой Канады, в 1998 — Японии).

## Тренерские достижения
- Серебряный (1989, 1991) и бронзовый (1982, 1983) призёр чемпионата мира,
- Серебряный призёр Олимпийских игр (1992)
- Участник Олимпийских игр (1998)
- Чемпион мира среди молодёжных команд (1982)
- Бронзовый призёр Чемпионата мира среди молодёжных команд (1983)
- Чемпион Канадского студенческого атлетического союза — КИАЮ (1983)
- Награждён призом лучшему тренеру Западной хоккейной лиги (WHL) (1978)
- Лучший тренер КИАЮ (1980)
- Обладатель приза «Дэвид Бауэр Эворд» (1996).
- Обладатель Кубка Шпенглера (2005)
- Бронзовый призёр чемпионата России (2005/06; также победитель регулярного первенства)
- Финалист Западной конференции КХЛ; также обладатель бронзовых медалей чемпионата России (2014)

В 1996 году включен в «Канадский олимпийский зал славы». В 2001 году включен в Зал славы ИИХФ. Член ордена Канады (1992).
По итогам работы в магнитогорском «Металлурге» написал книгу «King of Russia. Год в российской Суперлиге».